# Pirolidyna
Pirolidyna – organiczny, nasycony związek heterocykliczny. Strukturalnie oparta jest na pierścieniu cyklopentanu i zawiera jeden heteroatom – azot. Jest aminą drugorzędową o zasadowości porównywalnej z trietyloaminą. Bezbarwna ciecz o ostrym zapachu zbliżonym do amoniaku. Pochodnymi pirolidyny są m.in. aminokwasy prolina i hydroksyprolina.